# Archives générales de Simancas
Pour les articles homonymes, voir Archives générales.

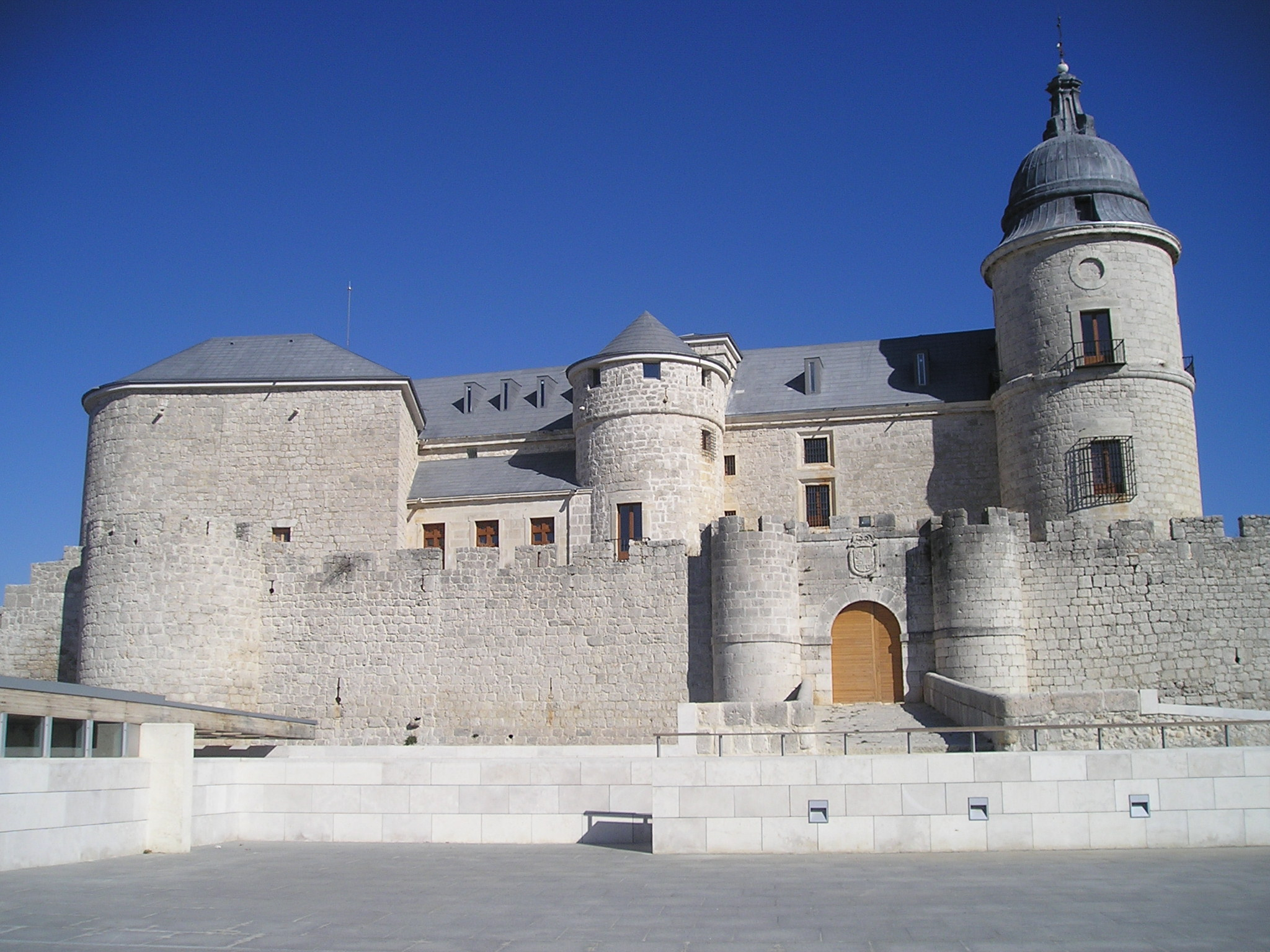
Château de Simancas.

Les Archives générales de Simancas ont été créées en 1540 pour centraliser les archives du royaume de Castille. Elles ont tenu lieu d'archives centrales de la monarchie espagnole, et ont été volées sous Napoléon, et transférées à Paris, elles ne seront restituées que le 21 décembre 1940 sous le gouvernement de Pétain, à la demande des autorités espagnoles.
En 1844, furent créées les Archives générales de l'administration à Alcalá de Henares.
Simancas est dans la province de Valladolid (communauté de Castille-et-León). Le château qui abrite les archives a été construit au XVe siècle sur les ruines d'une forteresse arabe. Il fit l'objet d'importants travaux pour accueillir les archives, sous la direction de l'architecte Juan de Herrera.